# Walter Resch (Politiker, 1939)
Walter Resch (* 18. Juli 1939 in Traunkirchen; † 8. September 1995 in Wien) war ein österreichischer Techniker und Politiker (SPÖ). Resch war zwischen 1982 und 1993 Abgeordneter zum Österreichischen Nationalrat.
Resch erlernte nach dem Besuch der Pflichtschule den Beruf des Maschinenschlossers und arbeitete ab 1959 für die Oberösterreichische Kraftwerke AG. Er besuchte von 1965 bis 1967 die Abendschule der Werkmeisterschule und von 1968 bis 1969 die Kraftwerksmeisterschule in Esslingen am Neckar. In der Folge stieg er 1969 zum Schichtmeister und 1972 zum Betriebstechniker auf. 
Im politischen Bereich engagierte sich Resch zunächst in der Lokalpolitik. Er war von 1974 bis 1986 Gemeinderat in Ostermiething und von 1974 bis 1979 Vizebürgermeister. Zudem war er ab 1974 Mitglied des Bezirksparteivorstandes der SPÖ in Braunau am Inn und ab 1982 deren Bezirksparteivorsitzender und Mitglied des SPÖ-Landesparteivorstandes. 1990 übernahm er die Funktion des stellvertretenden Landesparteivorsitzenden. Resch war vom 13. Mai 1982 bis zum 30. September 1993 Abgeordneter zum Nationalrat. 